# İznik Gölü
Der İznik Gölü („İznik-See“) liegt im Südosten der Marmararegion und befindet sich in der nordwesttürkischen Provinz Bursa.
Er ist der fünftgrößte See der Türkei und der größte in der Marmararegion. In der Antike wurde er auch Askania-See (Askania Limne, latinisiert Ascania Lacus) genannt, da er in der Region Askania lag. Seinen gegenwärtigen Namen verdankt er dem Ort İznik (ehemals Nikaia), der am Ostufer des Sees liegt. Der See besitzt einen Abfluss, den Karsak Deresi, zur westlich am Südufer des Marmarameeres gelegenen Stadt Gemlik.
Seine Fläche beträgt 298 km². Der See liegt auf einer Höhe von 85 m. Die maximale Breite beträgt von Nord nach Süd 11 km und die Länge in Richtung Ost nach West 32 km. Die tiefste Stelle liegt im Süden des Sees und ist 82 m tief.
2014 wurden im See die versunkenen Überreste einer byzantinischen Basilika entdeckt.

## Film
- 2023: Pascal Guérin: Universum History: Die versunkene Kathedrale – Das Rätsel von Iznik[2]